# Chalapathi Rao
Tammareddy Chalapathi Rao (Presidencia de Madrás, 8 de mayo de 1944-Haiderabad, 24 de diciembre de 2022) fue un actor y productor indio conocido por sus roles cómicos y de villanos en el cine Telegu. Actuó en más de seiscientas películas. Su hijo Ravi Babu es un actor, director y productor en Tollywood.

## Filmografía

### Como actor
1. Gudachari 116 (1966)
2. Sakshi (1967)
3. Buddhimantudu (1969)
4. Takkari Donga Chakkani Chukka (1969)
5. Kathanayakudu (1969)
6. Mayani Mamata (1970)
7. Pettandarulu (1970)
8. Sampoorna Ramayanam (1971)
9. Adrusta Jathakudu (1971)
10. Kalam Marindi (1972)
11. Desoddharakulu (1973)
12. Andalaramudu (1973)
13. Doctor Babu (1973)
14. Tatamma Kala (1974)
15. Yamagola (1975)
16. Annadammula Anubandham (1975)
17. Manushulanta Okkate (1976)
18. Yamagola (1977)
19. Daana Veera Soora Karna (1977)
20. Yuga Purushudu (1978)
21. Driver Ramudu (1979)
22. Vetagadu (1979)
23. Sri Tirupati Venkateswara Kalyanam (1979)
24. Akbar Salim Anarkali (1979)
25. Yuvatharam Kadilindi (1980)
26. Kottapeta Rowdy (1980)
27. Mama Allulla Saval (1980)
28. Adrushtavanthudu (1980)
29. Bhale Krishnudu (1980)
30. Sarada Ramudu (1980)
31. Buchchi Babu (1980)
32. Rowdy Ramudu Konte Krishnudu (1980)
33. Kondaveeti Simham(1981)
34. Taxi Driver (1981)
35. uru Shishyulu (1981)
36. Prema Kanuka (1981)
37. Madhura Swapnam (1982)
38. Justice Chowdary (1982)
39. Jeevan Dhaara (1982)
40. Trishulam (1982)
41. Kaliyuga Ramudu (1982)
42. Bobbili Puli (1982)
43. Pagabattina Simham (1982)
44. Sri Ranga Neethulu (1983)
45. Dharma Poratam (1983) como Keshavji
46. Mundadugu (1983) como Nagendra
47. Shakthi (1983)
48. Khaidi (1983)
49. Prajarajyam (1983)[6]
50. Bobbili Brahmanna (1984)
51. ntiguttu (1984)
52. Anubandham (1984)
53. Srimadvirat Veerabrahmendra Swami Charitra (1984)
54. Chattamtho Poratam (1985)
55. Aggiraju (1985)
56. Shri Datta Darshanam (1985)
57. Adavi Donga (1985)
58. Pattabhishekam (1985)
59. Kirathakudu (1986)
60. Jayam Manade (1986) as Sobhanadri
61. Kaliyuga Pandavulu (1986)
62. Apoorva Sahodarudu (1986)
63. Ugra Narasimham (1986)
64. Anasuyamma Gari Alludu (1986)
65. Allari Krishnaiah (1986)
66. Agni Putrudu (1987)
67. Bharatamlo Arjunudu (1987)
68. Bhargava Ramudu (1987)
69. Sahasa Samrat (1987)
70. Janaki Ramudu (1988)
71. Inspector Pratap (1988)
72. Donga Ramudu (1988)
73. Tiragabadda Telugubidda (1988)
74. Ramudu Bheemudu (1988)
75. rema (1989)
76. Vijay (1989)
77. Simha Swapnam (1989)
78. Ashoka Chakravarthy (1989)
79. Bhale Donga (1989)
80. Dorikithe Dongalu (1989) como Koteshwara Rao
81. Palnati Rudraiah (1989) como Chalapathi
82. Justice Rudrama Devi (1990)[7]
83. Aggiramudu (1990)
84. Kondaveeti Donga (1990)
85. Aditya 369 (1991)
86. other India (1992)
87. Peddarikam (1992)
88. Gharana Mogudu (1992)
89. Kunthiputhrudu (1993)
90. Parugo Parugu (1993)
91. Chinna Alludu (1993)
92. Allari Alludu (1993)
93. Jailor Gaari Abbayi (1994)
94. Aame (1994)
95. Super Police (1994)
96. Gandeevam (1994)
97. Bobbili Simham (1994)
98. Ghatotkachudu (1995)
99. Alluda Majaka (1995)
100. Pokiri Raja (1995)
101. Sisindri (1995)
102. Pedarayudu (1995)
103. Sankalpam (1995)
104. Vajram (1995)
105. Sampradhayam (1996)
106. Ninne Pelladata (1996)
107. Vamsanikokkadu (1996)
108. Gulabi (1996)
109. Ramudochadu (1996)
110. Jabilamma Pelli (1996)
111. Mrugam (1996)
112. Maa Nannaki Pelli (1997)
113. Veedevadandi Babu (1997)
114. Chilakkottudu (1997)
115. Anaganaga Oka Roju (1997)
116. Abbai Gari Pelli (1997)
117. Muddula Mogudu (1997)
118. Oka Chinna Maata (1997)
119. Snehithudu (1998)
120. Yuvaratna Raana (1998)
121. Sri Sitaramula Kalyanam Chutamu Rarandi (1998)
122. Panduga (1998)
123. Yamajathakudu (1999)
124. Sooryavansham (1999)
125. Sri Ramulayya (1999)
126. Nee Kosam (1999)
127. Real Story (2000)
128. Chala Bagundi (2000)
129. Ninne Premistha (2000)
130. Nuvve Kavali (2000)
131. Vamshoddharakudu (2000)
132. Ammo! Okato Tareekhu (2000)
133. Sampangi (2001)
134. Naalo Unna Prema (2001)
135. Mrugaraju (2001)
136. Akasa Veedhilo (2001)
137. Simharasi (2001)
138. Snehamante Idera (2001)
139. Cheppalani Vundhi (2001)
140. Apparaoki Oka Nela Thappindi (2001)
141. Aadi (2002)
142. Allari (2002)
143. Tappu Chesi Pappu Koodu (2002)
144. Hai (2002)
145. Holi (2002)
146. Thotti Gang (2002)
147. Chennakesava Reddy (2002)
148. Dil (2003)
149. Simhadri (2003)
150. Dham (2003)
151. Nenu.. Sita Maa Laxmi (2003)
152. Ammayilu Abbayilu (2003)[8]
153. Janaki Weds Sriram (2003)
154. Aruguru Pativratalu (2004)[9]
155. Malliswari (2004)
156. Nenu (2004)
157. Gowri (2004)
158. Shankar Dada M.B.B.S. (2004)
159. Aaptudu (2004)
160. Aa Naluguru (2004)
161. Bhadradri Ramudu (2004)[10]
162. Pourusham (2005)
163. Dhairyam (2005)
164. Bunny (2005)
165. Good Boy (2005)
166. Allari Pidugu (2005)
167. Jagapati (2005)
168. Nuvvante Naakishtam (2005)
169. Kithakithalu (2006)
170. Mudhu (2006)
171. Asadhyudu (2006)
172. Bommarillu (2006)
173. Party (2006)[11]
174. Andala Ramudu (2006)
175. Godava (2007)
176. Madhumasam (2007)
177. Athili Sattibabu LKG (2007)
178. Munna (2007)
179. Operation Duryodhana (2007)
180. Lakshyam (2007)
181. Yamagola Malli Modalayindi (2007)
182. Bhajantrilu (2007)
183. Don (2007)
184. Yogi (2007)
185. Okka Magadu (2008)
186. Deepavali (2008)
187. Aatadista (2008)
188. Tinnama Padukunnama Tellarinda! (2008)
189. Kalidasu (2008)
190. Appuchesi Pappukudu (2008)
191. Hare Ram (2008)
192. Baladur (2008)
193. Chintakayala Ravi (2008)
194. Kausalya Supraja Rama (2008)
195. Ekaloveyudu (2008)
196. Kuberulu (2008)
197. Naa Style Veru (2009)
198. Arundhati (2009)
199. Fitting Master (2009)
200. Adhineta (2009)
201. Mitrudu (2009)
202. Kick (2009)
203. Samrajyam (2009)
204. Anjaneyulu (2009)
205. Bendu Apparao R.M.P (2009)
206. Jayeebhava (2009)
207. Ek Niranjan (2009)
208. Kasko (2009)
209. Pravarakhyudu (2009)
210. Simha (2010)
211. Betting Bangaraju (2010)
212. Sye Aata (2010)
213. Kathi Kantha Rao (2010)
214. Nagavalli (2010)
215. Ranga The Donga (2010)
216. Broker (2010)
217. KSD Appalaraju (2011)
218. Veera (2011)
219. Maaro (2011)
220. Money Money, More Money (2011)
221. Dussasana (2011)
222. Madatha Kaja (2011)
223. Chattam (2011)
224. Kshetram (2011)
225. Friends Book (2012)
226. Dhammu (2012)
227. Nandeeshwarudu (2012)
228. Uu Kodathara? Ulikki Padathara? (2012)
229. Sudigadu (2012)
230. Rebel (2012)
231. Avunu (2012)
232. Dhenikaina Ready
233. Yamudiki Mogudu (2012)
234. Onamalu (2012)
235. Sevakudu (2013)
236. Mahankali (2013)
237. Jai Sriram (2013)
238. 1000 Abaddalu (2013)
239. Bhai (2013)
240. Biskett (2013)
241. Legend (2014)
242. Manam (2014)
243. Manasa Thulli Padake (2014)
244. Jump Jilani (2014)[12]
245. Ra Ra... Krishnayya (2014)
246. Drushyam (2014)
247. Oka Laila Kosam (2014)
248. Ee Varsham Sakshiga (2014)[13]
249. Tungabhadra (2015)
250. Jil (2015)
251. Dohchay (2015)
252. Lion (2015)
253. Vinavayya Ramayya (2015)[14]
254. Tippu (2015)[15]
255. Soggade Chinni Nayana (2016)
256. Sarrainodu (2016)
257. Parvathipuram (2016)
258. Mental Police (2016)[16]
259. Meelo Evaru Koteeswarudu (2016)
260. Intlo Deyyam Nakem Bhayam (2016)
261. Sathamanam Bhavati (2017)
262. Head Constable Venkatramaiah (2017)
263. Rarandoi Veduka Chudham (2017)
264. Jaya Janaki Nayaka (2017)
265. Jai Lava Kusa (2017)
266. Ammammagarillu (2018)
267. Nannu Dochukunduvate (2018)
268. Vinaya Vidheya Rama (2019)
269. Ruler (2019)
270. Johaar (2020)
271. Aaradugula Bullet (2021)
272. Bangarraju (2022)

### Como productor
Como productor sus películas son:
1. Kaliyuga Krishnudu
2. Kadapareddamma
3. Jagannatakam
4. Pellante Nurella Panta
5. Presidentigari Alludu
6. Ardharatri Hatyalu
7. Raktham Chindina Raatri

### Como actor en serie web
| Año  | Título      | Rol         | Plataforma | Notas         |
| ---- | ----------- | ----------- | ---------- | ------------- |
| 2020 | Chadarangam | Guru Murthy | ZEE5       | [ 17 ] [ 18 ] |